# DJ Hazel
Pour les articles homonymes, voir Hazel (homonymie).
DJ Hazel, de son nom civil Michał Orzechowski, né le 1er juillet 1980 et mort le 7 mai 2025, est un producteur et DJ polonais de musique électronique.

## Biographie
Michał est diplômé de la Państwową Ogólnokształcącą Szkołę Muzyczną (école secondaire d'État de musique) Grażyna Bacewicz à Varsovie, où il apprend à jouer du clavier, du piano et de la clarinette. Il commence sa carrière en juin 1998, lorsqu'il commence à mixer. Trois mois plus tard, il remporte le championnat Polski DMC dans la catégorie « mix dance ». Il travaille aussi chez Pioneer Polska et fait toujours partie de la Pioneer DJ's Team - un groupe qui présente et teste le matériel de la marque. En 1999, il réitère son succès en remportant le titre de Master DJ DMC. En 2001, il participe aux championnats européens de DJ en Allemagne et remporte le titre de vice-champion européen, prenant la deuxième place sur 80 participants venus de toute l'Europe.
Il est membre de MDT Agency (Manieczki DJs Team) depuis sa création jusqu'en 2004. Entre 2004 et 2005, il est résident du club Ecuador Manieczki. Depuis le 16 avril 2006, il est résident de l'exclusif Omen Club Płośnica.
DJ Hazel joue principalement des styles house, electro house, house progressive, trance, hard trance, hardstyle, et techno. Il est parfois associé à des paroles, des rimes et des histoires hilarantes prononcées lors de certaines performances, notamment avec les titres Take a Pill, The Legend of Yellow Cheese, et Because the Most Important Thing Is !!!. Ceci est en partie lié au phénomène de la wiksa.
Il a participé à de nombreux événements tels que Amsterdam Dance Mission, Sunrise with Ecuador, Viva Beach Party Sopot, Parada Wolności, ATB in Concert, Terminal Summer Beat, Independance, Sunshine Music Factory, Tunnel Electrocity et d'autres. En mars 2014, son morceau I Love Poland est jouée lors de la compétition de saut à ski à Oslo. Toujours en 2014, il se produit lors de la soirée d'adieu du club Ekwador Manieczki. En 2017, il se produit à la XXIIIe édition du Pol'and'Rock Festival à Kostrzyn nad Odrą avec l'orchestre Pawbeats dans le cadre de la Nocnej Akademii Sztuk Przepięknych (l'Académie nocturne des beaux-arts).
Il dirige sa propre entreprise enregistrée en 2005. Il est le propriétaire de Bud-Net sous laquelle il exploite depuis 2008 l'auberge Mihałufka à Skępe. Il est également partenaire d'Ego Partner s.c., qui gère le Face Club à Varsovie (ouvert en 2012, fermé en 2016) et de Media Partner s.c., qui gère l'Explosion Club à Borkow Kościelny (ouvert en 2014).
En décembre 2011, il sort son premier titre I Love Poland. En juin 2012, il sort son deuxième titre, Give me the Stars (feat. Lunar), pour lequel un clip est enregistré. Il remporte les Dance Music Awards 2013 dans la catégorie DJ de club polonais.
En 2015, il signe avec Ultra Records et rejoint Ultra Music. L'accord comprend la sortie d'une des productions existantes de DJ Hazel, de trois autres singles et d'un album. Ultra Records s'est engagé à faire connaître, promouvoir, produire des vidéos musicales et promouvoir l'artiste à l'échelle mondiale. La première chanson sortie sur Ultra Music est un titre intitulé I Love Poland, pour lequel un clip vidéo a été enregistré. En 2016, avec Adrima, il sort le titre Get Down, suivi de Sunshine en solo. En 2017, avec CJ Stone, il sort un bootleg du titre Insomnia de Faithless. Il sort ensuite le titre The Way You Glow, dont il existe également un remix réalisé par CJ Stone et Adrima, après quoi il sort le titre Let Me Hear the DJ avec Adrima.
DJ Hazel a été trouvé mort le 7 mai 2025 dans une voiture près du Lac Skępe aux alentours de Lipno en Pologne.

## Discographie

### Singles
| Année | Titre                        | Meilleure position |
| Année | Titre                        | POL Dance          |
| ----- | ---------------------------- | ------------------ |
| 2015  | Hazel & Damien - Bitch!      | 35                 |
| 2015  | Hazel & QLPA - Let's Do this | 50                 |